# Joe Anders
Joe Alfie Winslet Mendes (* 22. Dezember 2003 in New York City), besser bekannt als Joe Anders, ist ein amerikanisch-britischer Schauspieler.

## Leben und Karriere
Anders wurde in New York City als Sohn der britischen Schauspielerin Kate Winslet und des britischen Regisseurs Sam Mendes geboren, das Paar war von 2003 bis 2011 verheiratet. Sein Filmdebüt gab er 2019 in 1917. Anschließend trat er in einer Folge in I Am... auf. 2023 wurde er für den Film Die Fotografin gecastet. Im selben Jahr bekam er in Bonus Track die Hauptrolle.
In den deutschsprachigen Fassungen wurde er unter anderem von Laurin Lechenmayr synchronisiert.

## Filmografie
- 2019: 1917
- 2022: I Am...
- 2023: Die Fotografin (Lee)
- 2023: Bonus Track